# Engraçadinha: Seus Amores e Seus Pecados
Engraçadinha: Seus Amores e Seus Pecados a fost o miniserie difuzată de brazilian Rede Globo douăzeci și cinci aprilie - 26 mai 1995, în 18 de capitole. 
Bazat pe romanul de Asfalto Selvagem: Engraçadinha, Seus Pecados e Seus Amores, scriitor Nelson Rodrigues, a fost scris de Leopoldo Serran, regia Carlos Gerbase, Henrique João Jardim și Denise Saraceni direcția generală de Denise Saraceni. 
Apresetando în principal rolul Cláudia Raia și Alessandra Negrini, respectiv, prima și a doua fază a caracterului amuzant.